# بلاست (برمجية)
بلاست (بالإنجليزية: blast)‏ هو برنامج يجد مناطق التشابه بين تسلسل البيولوجي. ويقارن البرنامج تسلسل النوكليوتيدات أو البروتينات مع قواعد البيانات التسلسلية ويحسب الدلالة الإحصائية.

## كيفية الاستخدام
نقوم بفتح البرنامج ثم نختار نوع المقارنة (بروتين-بروتين)(بروتين-نيوكليوتايد)(نيوكليوتايد-نيوكليوتايد)(نيوكليوتايد-بروتين)، وبعد الاختيار نضع التسلسل البيولوجي للعنصر الذي نود معرفة مناطق التشابه بينه وبين باقي البروتينات أو النيوكليوتيدات ثم نضغط على ((بلاست))

## المعاينة
في النتيجة يوجد صوره تحتوي على خطوط ملونه كل خط هو عباره عن اسم البروتين أو النيوكليوتايد الذي يتشابه مع العنصر الذي كتبت تسلسله، ويكون للخط لون يدل على مدى التشابه بين التسلسلين البيولوجيين ونستطيع أيضا معرفة (Ident ,E value ...)

## المرجع
https://blast.ncbi.nlm.nih.gov/Blast.cgi